# Адзони, Итало
Итало Адзони (итал. Italo Azzoni; 23 декабря 1853, Парма — 28 сентября 1935, Парма) — итальянский музыкальный педагог, композитор и дирижёр.
Учился композиции и контрапункту, главным образом, в ходе частных занятий с Джулио Феррарини. В 1878 г. дебютировал в миланском театре Даль Верме оперой «Консальво» (либретто Аттилио Кателли). На рубеже 1870-80-х гг. преподавал в Парме, затем в сезоне 1883/1884 гг. дирижировал итальянским репертуаром в нью-йоркской Метрополитен-опера, куда впоследствии вернулся на рубеже 1890-1900-х гг. В промежутке вновь работал в Парме, преподавал фортепиано и вокал в различных учебных заведениях. Во второй раз вернувшись из США, в 1908 г. занял должность профессора композиции и заместителя директора в Пармской консерватории и оставался на этом посту в течение 15 лет. Среди учеников Адзони, в частности, Вито Фрацци. Помимо немногочисленных оригинальных сочинений, Адзони опубликовал фортепианные переложения ряда опер, в том числе «Аиды» Верди и «Сельской чести» Масканьи, а также учебники по гармонии и хоровому пению.